# Steve Wiebe

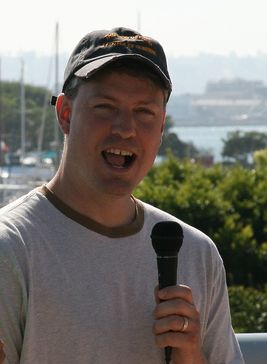
Wiebe falando na Comic-Con International 2007 em San Diego.

Steven J. Wiebe (pronuncia-se /ˈwiːbi/, nascido em 1969) é um professor de álgebra e álgebra avançada na Finn Hill Junior High, uma escola em Kirkland, Washington. Um jogador competitivo, Wiebe foi a primeira pessoa a conseguir mais de um milhão de pontos no jogo de arcade Donkey Kong e possui o terceiro placar mais alto (1.064.500) já registrado (o primeiro e segundo são do cirurgião plástico Hank Chien) marca conquistada em 20 de setembro de 2010. Wiebe também possui a terceira melhor pontuação em Donkey Kong Junior com 1.190.400 pontos. Ele é um dos principais assuntos do documentário de 2007 The King of Kong: A Fistful of Quarters.